# 不及物動詞
不及物動詞（又叫自動詞）與及物動詞相反，在不及物動詞之後不直接支配受詞，也就是說，在主賓格語言比如說德語中不支配賓語。

## 範例
及物动词和不及物动词的区别在于所带的宾语不同。不及物动词只能带准宾语（动量宾语，时量宾语和数量宾语）。
《现代汉语教程》：不及物动词是不能后加表示支配关涉对象的成分的动词。其中有能后加时量，动量成分的如“走，跑，起来”，有不能后加时量，动量成分的，如“到来，着眼，游泳，鞠躬”。
《新编现代汉语》：不及物动词在一般情况下不能带宾语。述宾式不及物动词大都可以分离，如“鞠了个躬，生谁的气，站好最后一班岗”。
《三个平面的语法观》中按照功能框架：“动词＋实词”→动宾短语（不插入任何成分的动宾短语）把动词分为有宾动词和无宾动词两类。如：
“你别生气”（王汶石）
“一天晚上，轮着高屯儿站岗”（赵树理）
“老爷子大概又在气喘呢！（曹禺）
“鷄叫了”（王俊源）
“这一年没有完毕，我已经到东京了。”（鲁迅）
“病人还未苏醒。”（徐迟）
上述例子中的“生气，站岗，气喘，叫，完毕，苏醒”等动词都不带宾语；离开句子，不能组成任何动宾短语；所以都是无宾动词。